# 東カサイ州 (1966年-2015年)
東カサイ州（Kasai-OrientalまたはEast Kasai）は、コンゴ民主共和国に存在した州。州都はムブジマイ。

## 歴史
旧en:Kasai region。
西側は西カサイ州と、北西側は赤道州と、北東側は東部州と、東側はマニエマ州と、南側はカタンガ州と隣り合っていた。
2005年憲法を受けて、2009年2月18日に東カサイ州、上ロマミ州、サンクル州の3州へ分割された。